# 赤旗共産党
共産党（きょうさんとう、ビルマ語:ကွန်မြူနစ်ပါတီ〈ဗမာပြည်〉）、または赤旗共産党（あかはたきょうさんとう、ビルマ語:အလံနီကွန်မြူနစ်ပါတီ、英語：Red Flag Communist Party：RFCP）は、ミャンマーの共産主義政党。過激な共産主義指導者だったタキン・ソーに率いられ、1946年にビルマ共産党（CPB）から離脱。その後、長年にわたり武装闘争を繰り広げたが、1970年代には影響力を失い、1975年に完全に政府に軍事的敗北を喫した。

## 前史
タキン・ソーは1906年、モーラミャイン生まれのモン族である。1922年から1937年までの14年間、バーマ・オイルに勤務し、優れたオペラ歌手およびバイオリン奏者でもあった。1938年のビルマ共産党（CPB）の結成時のメンバーで、われらビルマ人連盟（ドバマ・アシアヨネ、通称：タキン党）のメンバーでもあり、大戦前にビルマ仏教用語を駆使して、マルクス・レーニン主義の政治概念をミャンマーの政治活動家その他に紹介し、高い評価を得た。「1300年革命」とも言われた反植民地政府運動の発端となった、1938年のマグウェ地方域のイェナンジャウン、チャウ油田ストライキでも活躍し、当時もっとも過激な共産主義者と言われた。

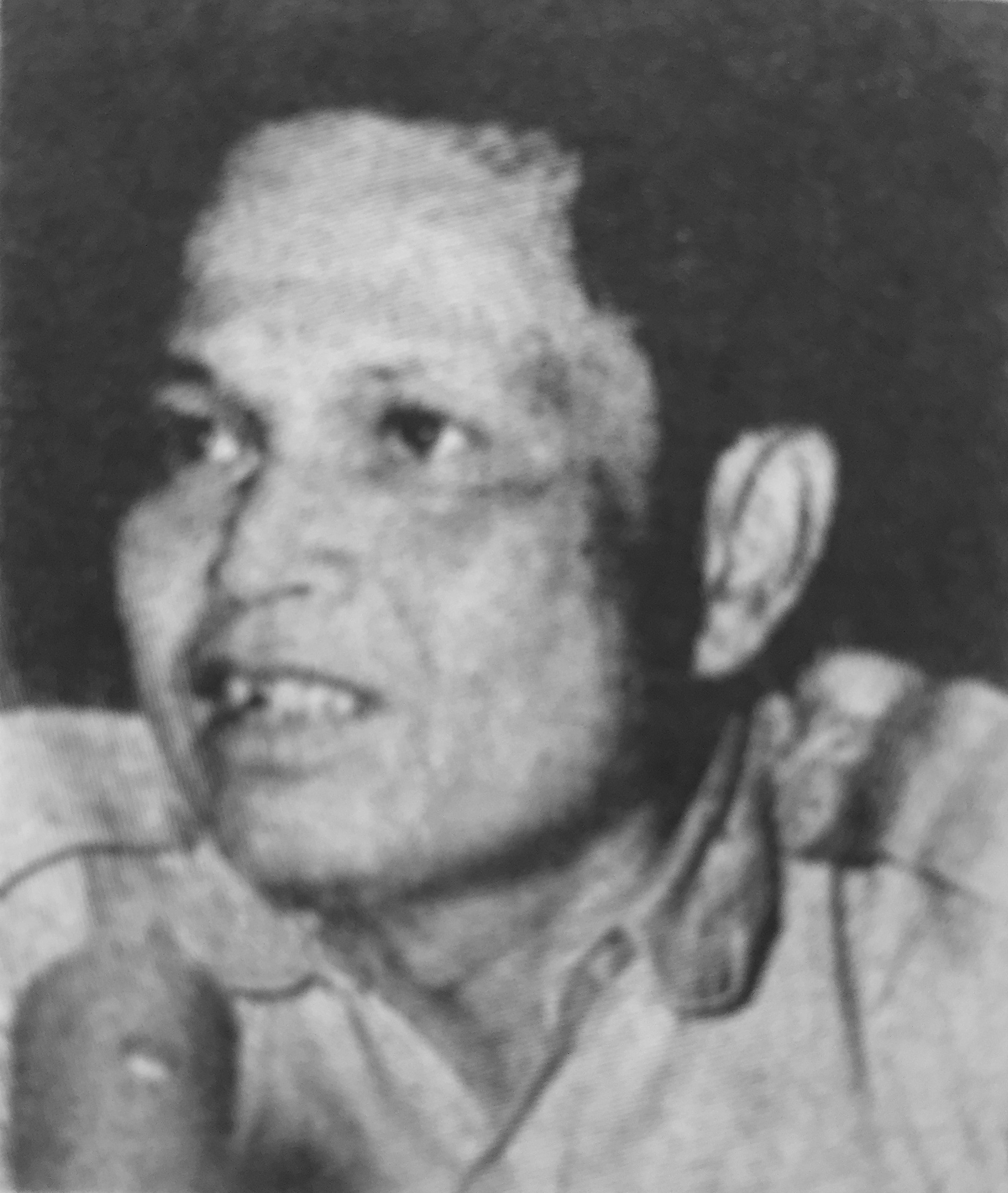
タキン・ソー

ミャンマー政府には、のちにソーを以下のように評している。
彼は貪欲に読書し、大量に執筆する。彼のやり方は極めて冷酷で、テロリスト、大量のパンフレット作成者、そして勇敢な運動家という資質を併せ持つ...彼にはマウビン、ピャーポン、ハンタワディの各県、そしてパコック、チンドウィン下方域の各県にかなりの支持者がいる。
大戦中、タキン党のメンバーの間では、ビルマ独立のために日本側に付くか、連合国側に付くかで対立があったが、ソーは、ファシズムと軍国主義こそが植民地解放運動の主たる敵であるという、当時の世界の左翼勢力が共有してた信念を持ち、まずイギリスその他の資本主義同盟国と連携して、その後、ソ連と同盟を組んで日本を攻撃する必要があると主張した。そして1941年7月、当時、ヤンゴンのインセイン刑務所に囚われていたソーは、のちにビルマ共産党（CPB）議長となったタキン・タントゥンとともに、その旨を記述した「インセイン宣言」という文書を発表。1942年、日本軍がミャンマーに侵攻すると、ソーは釈放されたが、その後も徹底した抗日闘争に邁進。そして有名無実化していたビルマ共産党を再建し、1944年1月には、ピャーポン郡区のニャウンジャウン村で党の会合を開いてソーを含む7人が出席、ソーが書記長に選出された。
日本軍がミャンマーの独立に消極的なことが明らかになると、1944年8月アウンサンは反ファシスト人民自由連盟（AFPFL）を結成、ビルマ国民軍（BNA）、人民革命党（PRP)とともにCPBもこれに参加した。そして1945年、日本軍に協力していたアウンサンがついに抗日蜂起を決意すると、2月27日にヤンゴンで行われたAFPFLの秘密会合で、ソーは『独立宣言第4号：反乱の時が来た』という抗日抵抗運動の戦術的・組織的原則を記した文書を提出。3月27日、アウンサン率いるBNA改めビルマ愛国軍（PBF）が武装蜂起した際、戦略目的で国を8つの軍管区に分割したが、ソーは第2軍管区 (ピャーポン、エーヤワディーデルタ東部)の政治顧問を務めた。ちなみに第2軍管区の軍司令官はネ・ウィンで、2人は時に衝突しながらもよく協力したのだという。そして同年5月1日、ヤンゴンは開放され、その数か月後、日本軍はミャンマーから完全撤退した。この解放戦争においてCPBは大きな功績を上げ、独立を前にしてCPBの人気は最高潮に達した。

## 結成

党旗

日本軍を放逐したのはいいが、ソーはイギリスも信用せず、武力によってのみ、完全な独立を獲得できると信じて疑わなかった。そして1946年2月から3月にかけて開催された党中央委員会の会合で、ソーは、当時の党指導部の方針であった、社会主義への平和的移行を主張する「ブラウダーイズム」を激しく批判し、一旦、議長のタキン・タントゥンと書記長タキン・テインペーを辞任させることに成功した。しかし数日後、2人が復帰すると、今度ソーは「日和見主義者との決別は最大の革命だ」と言い捨てて、タキン・テインミャ、タキン・ペーテーなど中央委員会委員7人を引き連れて赤旗共産党を結成し、ヤンゴンのサンチャウン郡区のミンガラー・ストリートに本部を設置、エーヤワディー地方域のピャーポン、マグウェ地方域のパコック、タニンダーリ地方域のタボイ、ラカインの農村部に拠点を築いた。ちなみに赤旗共産党の正式名称は「共産党・ビルマ」だが、ソーが脱党して最初に撒いたビラに「赤旗」の文字があったので、この俗称が定着した。
その後、赤旗共産党は小作料の不払い、負債の帳消し、空き地への住宅建設、病人への無料診療、米騒動など過激な反政府キャンペーンを行い、1946年7月10日に非合法化され、同年10月31日、ソーも逮捕された。その後、アウンサンの暫定自治政府（行政参事会）成立とともに、党は再び合法化され、ソーも釈放されたが、1947年1月23日、ソーがラカインで反乱を計画していた容疑でで再び党は非合法化され、ソーはタキン・ペーテー宛に遺書を書いて、ミャンマー全土で武装闘争を開始すると宣言した。ソーは10月31日、ヤンゴンのチミンダイン郡区で逮捕されたが、11月11日に釈放され、そのまま地下に潜伏した。

## 活動
赤旗共産党は、当初、3,000人ほどの兵力を抱えていたと言われる。ラカインでは他にもCPB、人民義勇軍、民族主義者のラカイン族僧侶・ウー・セインダ率いるアラカン人民解放軍（APLP）、ムスリムのムジャーヒディーンなどの武装勢力が活動しており、時にお互いに衝突した。
CPBの穏健路線を批判して結成されただけあって赤旗は残虐なことで知られ、「われわれは戦うことをいとわない、われわれは殺すことをいとわない、われわれは死ぬことをいとわない」が当時のスローガンだった。1960年には、元ビルマ司令官ミンアウン率いる赤旗ゲリラ部隊が、チン州東部丘陵地帯のティリン郡区シンスェ（Sin Swe）村の住民74人を、国軍に協力した容疑で処刑するという事件を起こしている。農地政策においても、CPBが耕作者の土地の再分配に留まったのに対して、赤旗は即時に農村を集団化し、村民全員を「人民軍」として編成、逆らう地主や僧侶を容赦なく銃殺した。
以上の理由により、赤旗共産党は農民の支持を得られなかったが、ソーの卓越した知性に惹かれた都市部の知識人、公務員、教師、弁護士、学生などのインテリ層からの支持が厚く、政府やメディアに気づかれずに都市部で地下のネットワークを広げていた。赤旗支持者はヤンゴンで学生運動を組織し、ヤンゴンの書店には赤旗が密かに編集・出版した書物が置かれており、ソーが書いた『社会主義』も書店で入手可能だった。のちに『ビルマ社会主義への道』を執筆したチッフラインも赤旗支持者だったと言われ、実際、赤旗支持者や元赤旗党員はネ・ウィンの軍事政権に加わり、その宣伝部門でCPBを批判する記事を書いたり、本を出版したりしていた。
また少数民族武装勢力と同盟を組むのに苦労していたCPBと違い、赤旗共産党は少数民族武装勢力からは民族主義の大義に共感的であると見なされていた。国家構想に関しては、CPBが、少数民族の自治区からなる中国型モデルを主張したのに対し、赤旗は、離脱権がある独立した「人民共和国」（カレン人民共和国、アラカン人民共和国など）からなるソ連型モデルを主張していた。1947年4月、赤旗はAPLPと同盟を組んでアラカン左翼統一戦線（ALUF）を結成。4月1日から3日にかけて全アラカン会議を開催し、700人の代表者が出席して6万人の群衆が見守った。会議ではアウンサンとビルマ社会党のバースエも演説を行ったが、群衆は抗議と罵声で応えたと伝えられる。1949年3月24日には、バゴー地方域のプロームで、CPB、赤旗、人民同志党（PCP）、革命ビルマ軍（RBA）、APLPからなる人民民主戦線（People’s Democratic Front：PDF）が結成されたが、この同盟はすぐに瓦解した。またカレン民族同盟（KNU）とは、赤旗メンバーがその支配地域を自由に往来できるほどの友好関係だったが、1949年にソーがカレン新領土党（Karen New Land Party：KNLP）を結成して赤旗の拠点周辺のカレン族の村々を組織化し始めると、両者の関係は悪化し、結局、KNLAは1955年までにKNUによって鎮圧された。
そして1953年5月、パコック近郊で開催された第2回党大会で、赤旗共産党は2つに分裂。同年、ソーが自らの側近ばかりを党幹部に起用しすると、「ソーは赤旗を私物化している」と批判され、さらに離脱者が増加した。1950年代後半には党員は200人～500人で推移していたと言われ、その活動はせいぜい警察署、刑務所、米倉庫へのゲリラ攻撃に留まった。1950年代末にパコックの拠点を失うと、本格的に組織は衰退し始め、1961年9月に開催された第3回党大会で、ソーが政府と国軍に対して融和的な姿勢を見せると、多くの支持者が憤慨したのだという。1962年には、ソーがラカイン族の党幹部を排除して、ビルマ族の側近を新たに幹部に任命したことにより、この人事に幻滅したラカイン族のチョーザンリー（Kyaw Zan Rhee）とボー・マウンハン（Bo Maung Han）の一派が党を離脱し、アラカン共産党を結成した。

## 和平交渉

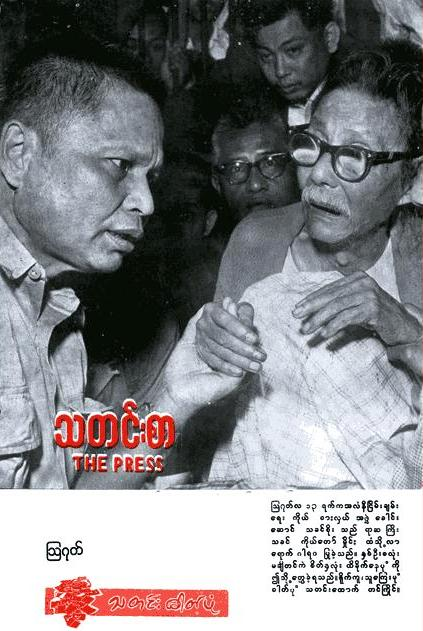
1963年の和平交渉の際のタキン・ソー（左）と国内和平委員会のリーダー・タキン・コドーフマイン（右）。

このように党の退潮が露わになる中、1963年に政府主催で開催された各武装勢力との和平交渉に、ソーはラカインから唯一参加した。8月11日、ソーはカーキ色の軍服を着た魅力的な若い女性のチームを引き連れて、飛行機でヤンゴンに到着。その女性たちのほとんどはソーの愛人だったが、そのうちの1人はソーの17歳の娘・ニーニーソー（Ni Ni Soe）で、「何年も離れている姉のイーイーソーに会いたいか？」という『ネイション』の記者の質問に、彼女は「姉は大義に対する裏切り者だ」と言い返した。
一行が市内の国営企業を見学し、友人や親戚の家を訪問した後、14日からソーは和平交渉に臨んだ。しかしその席でソーは、テーブルの上にスターリンの肖像画を置き、フルシチョフの修正主義と毛沢東の日和見主義批判を捲し立て始め、政府は「驚くべき非礼」とソーを非難し、たった3回で交渉は打ち切られた。
会談終了後、ソーは4時間に及ぶ記者会見で以下のように述べ、飛行機でラカインに戻っていった。
- 赤旗共産党は、平和の問題はマルクス、エンゲルス、レーニン、スターリンにより宜言された4つの不変的な政治法則を適用することなしには解決することができないと信じている。即ち、（1）人民の協力なしには何事もなしえない（2）選挙なしには何事もなしえない（3）人民は彼らの利害を代表する政党を、適当な形で選ぶ機会を与えられるべき（４）人民がこの機会を否定されれば、彼らはバラバラに行動し、自分自身の党を選ぶだろう。
- 赤族共産党は、マルクス・レーニン主義の法則にもとづき、すべての合法政党、非合法政党、政府を含めての国民会議を提案した。ビルマの人民は、何らかの形で内戦にまき込まれており、この会議で発言する権利がある。またすべての党はこの会議で、各々が代表する社会階級の声を反映させることができる。 またこの会議では外国の見解が発表されてもよい。 こうした会議の利益は、国民が国内和平達成のためのさまざまな手段を知ることができ、そのうちの何かを選択できるということ、またどの党、どの国がビルマの最良の友であるかを知ることができることにある。
- 現在、すべての赤族共産党組織に停戦命令が出されている。
- 最近の政治指導者たちの逮捕についてはコメントを控える。しかし、もしわが党が政府の立場にいたならば、そのようなことはしなかっただろう。われわれは力で圧迫するかわりに、彼らの行動を人民に知らせ、その判断に委ねる。
- 議会民主主義が国家を社会主義の目標に導くことができるとは考えない。この意味でフルシチョフの、議会で多数を占めることによって社会主義政策を推進することができるという言葉は承認できない。議会民主主義はブルジョワ的伝統から生まれたものであり、プロレタリア独裁の思想と一致しない。しかし、もしも人民が議会民主主義を好むなら、党はその人民の裁決に従う。その場合でも、議会主義の害悪を人民に教育することは続ける[28]。

## 党衰退、逮捕
和平交渉後、ソーは中央委員会会議を開き、ソーの妻・ドー・ングウェザン（Daw Ngwe Zan）、娘のニーニーソーを含む「平和預言者」と名づけられた5人の平和使節団をヤンゴンに送る決定をしたが、彼らはヤンゴンに到着するなり当局に逮捕され、投獄された。その後も赤旗共産党の退潮は止まらず、1960年代後半には、ソーがわずかに残った250人の軍勢を引き連れ、司令部をアキャブの南東40マイルにあるミエボン近郊のジャングルの中に移さざるをえなくなった。
1968年に政府に投降した赤旗党員は次のように証言している。
- 赤旗共産党は既に壊滅し、人民解放団と称しているが、ただの強盗団にすぎない。
- 党内には常に意見の対立がある。党員には政治訓練は施されず、人民の利益となるような行動は一切許されない。指導者自身も人民の利益のためになることは一切しない。
- 党は1年間に100万チャット以上の徴税をできない。党員たちは十分な食料を確保できない。給与は一銭も支払われない。幹部たちは贅沢三昧をしていて、舶来品の酒や煙草を嗜んでいる。
- 女性たちを1万年間の抑圧から解放すると言って、既婚女性に夫を自由に変えることを許可している。幹部がある既婚女性を欲しいときは、彼女との夫に協力を要請する。夫は逆らえず、ただ妻を寝取られた事実を報告するだけである。幹部間で多くの嫉妬や怨嗟が渦巻いている。
- 武装闘争は既に放棄している。農協に放火することは禁じられた。支配下の農民は政府に米を売ることを許可されている。
- 投降希望者は多いが、皆、武器の持参なしでは投降できないと信じており、踏み出せないでいる。

1970年11月、同年9月に妻と娘が釈放された後、ソーは「第2の平和預言者」を編成してヤンゴンに赴き、そこで逮捕された。ヤンゴンへ発つ前にソーは、支持者たちに「BSPPを組織するために行く」と言い残し、逮捕された後も「私はカストロやディミトロフとは違う。新しい方法を見つけた」というメッセージを彼らに送り、裁判ではBSPPへの入党を申請した。支持者たちは、ソーのこれらの言動を政府に降伏し、政府のために働くことを決意したものと理解したのだという。1975年、赤旗共産党の残党は国軍の大規模な掃討作戦を受け、ほぼ壊滅した。

## 消滅
ソーは死刑判決を受けたが、1974年に減刑され、1980年の大恩赦の際に釈放された。減刑にはBSPP内の赤旗支持者の働きかけがあったと言われている。釈放の際、ミャンマーの独立への功績でネ・ウィンから国民栄誉賞と国家年金を授けられ、その後はヤンゴンで風変わりな政治活動家として穏やかな年金暮らしを送った。かつての戦友・ネ・ウィンの自宅にも頻繁に招かれたのだという。8888民主化運動の際には、蜂起を指示する熱烈なアピール文を発表し、赤旗支持者が結成した統一発展党（Unity and Development Party：UDP）の後援者となったが、UDPは1990年の総選挙でわずか3,656票しか獲得できなかった。1989年、ソーは当時民主派のリーダーとして台頭しつつあったアウンサンスーチー宛に、自分の過ちを繰り返さず、国軍と協力しないように警告する手紙を書いたと言われている。同年5月6日、ソーは死去した。
ソーの逮捕後も、赤旗共産党は、中央委員会のメンバーだったタウダ（Thaw Da）に率いられたわずか20人ほどのメンバーが、アラカン共産党（CPA）とアラカン独立機構（AIO）などのラカイン族の武装勢力の保護下で、1980年代後半までバングラデシュ・ミャンマーの国境地帯で細々と活動し、「第3の平和預言者」としての使命を待ち続けていたと伝えられる。